# Hirvisaari (ö i Päijänne-Tavastland, Lahtis, lat 61,30, long 25,66)
Hirvisaari är en ö i Finland.   Den ligger i kommunen Asikkala i den ekonomiska regionen  Lahtis ekonomiska region  och landskapet Päijänne-Tavastland, i den södra delen av landet, 130 km norr om huvudstaden Helsingfors.